# Rajpur Sonarpur
Rajpur Sonarpur (Bengalisch: রাজপুর সোনারপুর, Rājpur Sonārpur) ist eine Stadt im indischen Bundesstaat Westbengalen mit etwa 420.000 Einwohnern (Volkszählung 2011). Sie liegt rund 20 Kilometer südöstlich von Kolkata (Kalkutta) im Distrikt Dakshin 24 Pargana. Rajpur Sonarpur gehört zur Metropolregion Kolkata.